# Tmesisternus adspersus
Tmesisternus adspersus è una specie di coleottero del genere Tmesisternus, famiglia Cerambycidae. Fu descritta scientificamente da Blanchard nel 1853 e abita frequentemente le foreste tropicali della Papua Nuova Guinea e dell'Indonesia. È una specie che raggiunge dimensioni tra i 20 e i 28 mm.